# 이시온 (가수)
이시온(1998년 1월 30일 ~)은 대한민국의 가수다. 2020년 싱글 앨범 [ALONE]으로 데뷔했다.

## 방송
- 포커스 : Folk Us (2020) - Top41(30위)
- 내일은 국민가수 (2021) - Top111

## 음반
- TIRED (2020)
- ALONE (2020)
- 거짓말 (2020)
- 11개월, 온도 (2021)
- Take A Look (2021)
- 지금 나는 (2021)
- 우린 다른 사람이지만 (2022)

## 피처링
- Wally <Phone> (2019)

## 작곡/편곡
- Out of Control (2020)
- Out of Control (Inst.) (2020)